# Predrag Stojaković
Predrag «Peja» Stojaković (9 de juny de 1977) és un exjugador de bàsquet serbi. Va jugar bona part de la seva carrera a l'NBA.
Va néixer a la ciutat croata de Slavonska Pozega quan formava part de Iugoslàvia. Durant la Guerra dels Balcans la seva família es va mudar a Belgrad.
El 1993, a l'edat de 16, es va mudar a Grècia per a poder jugar a bàsquet professionalment, fitxant per PAOK Thessaloniki equip amb el qual va passar 4 temporades. Stojaković va adquirir la ciutadania grega també el 1993.
Els seus 2,08 m d'altura van facilitar que Stojaković fos seleccionat pels Sacramento Kings al Draft de l'NBA del 1996 mentre ell jugava a Grècia. Va continuar jugant a Grècia fins a la temporada 98-99, quan signà amb els Sacramento Kings de l'NBA.
En la seva primera temporada a Sacramento, només va ser titular en 1 dels 48 partits en els quals va participar. Després de dues temporades a la banqueta, en la temporada 2001-02 va fer unes mitjanes de 20,4 punts i 5,8 rebots per partit, amb un encert del 40% de tirs des de la línia de tres, i va finalitzar com a segon en vots per al premi de jugador que més ha millorat (Most Improved Player) de l'NBA. Els anys 2001 i 2002 fou guardonat amb el premi Mr. Europa.
És un dels pocs jugadors que han guanyat el concurs de triples de l'NBA més d'una vegada (en concret, dues).